# Microfinanças
“Um sistema de microfinanças pode prover os cidadãos de diversos serviços financeiros, dentre os quais empréstimos, poupança e  seguros”. (CALDAS 2003:3) Assim, a expressão microfinanças significa o fornecimento de empréstimos, poupanças e outros serviços financeiros especializados para pessoas carentes.
A questão do acesso de populações de baixa renda a serviços financeiros tem sido tema de destacada importância nos meios acadêmicos e no debate sobre políticas públicas, nos últimos anos. Prova disso é a instituição, pela Organizações das Nações Unidas (ONU), do Ano Internacional do Microcrédito 2005 e a escolha do senhor Muhammad Yunus, fundador do Grameen Bank, de Bangladesh, como Nobel da Paz. (SOARES 2007:4)
Embora existam iniciativas históricas que possam ser enquadradas dentro das microfinanças, sua fase moderna se iniciou apenas nos anos 1970, com iniciativas de Organizações não Governamentais (OnGs) especializadas e alguns poucos bancos. Estas iniciativas se baseavam em empréstimos pequenos sem garantias, taxas de juros de mercado, negócios de curtíssimo prazo e uso de agentes de crédito para ir aos clientes (SOARES 2007:14). 
Os principais produtos das microfinanças são os de microcrédito (baseados em empréstimos flexíveis), as micropoupanças (de curto, médio e longo prazo), os microsseguros (particularmente de vida e saúde), além de outros, como Transferências de valores, Finança imobiliária e Investimento financeiro.

## Instituições de Microfinanças (IMFs)
Dentro das microfinanças, os principais agentes são conhecidos por Instituições de Microfinanças (IMF). As IMFs são organizações que oferecem serviços financeiros para pessoas de baixa renda . (LEDGERWOOD 1999:1) Também se enquadram no conceito de IMFs as Sociedades que realizam operações de Crédito aos Microempreendedores. 
Dentro desta definição se encaixam diversos tipos de organizações que variam em sua estrutura jurídica, missão, metodologia e sustentabilidade, mas que têm por ponto em comum a oferta de serviços financeiros para uma clientela que simplesmente não é alcançada pelos bancos tradicionais.